# Paraceros
Paraceros is een geslacht van uitgestorven hertachtigen uit de Capreolinae. Deze soort leefde tijdens het Pleistoceen in Zuid-Amerika. De typesoort is Paraceros fragilis.

## Vondsten
Paraceros is bekend van fossiele vondsten in de Argentijnse provincies Buenos Aires en Santa Fé. De vondsten dateren uit de South American Land Mammal Age Ensenadan (Vroeg-Pleistoceen).

## Kenmerken
Paraceros was een klein tot middelgroot hert. Het slanke gewei was liervormig tot veertig centimeter lang.